# Tulostoma macrosporium
Tulostoma macrosporium är en svampart som beskrevs av G. Cunn. 1925. Tulostoma macrosporium ingår i släktet Tulostoma och familjen Agaricaceae.   Inga underarter finns listade i Catalogue of Life.